# Marathon van Rome 2008
De marathon van Rome 2008 vond plaats op zondag 16 maart 2008. Het was de 14e editie van de marathon van Rome. De wedstrijd bij de mannen werd gewonnen door de Keniaan Jonathan Yego. Hij versloeg met slechts vier seconden voorsprong zijn landgenoot Philip Sanga. Bij de vrouwen versloeg Galina Bogomolova met geruime voorsprong haar landgenote Larissa Zousko.

## Uitslagen

### Mannen
| rang   | naam               | land | tijd    |
| ------ | ------------------ | ---- | ------- |
| Goud   | Jonathan Yego      | KEN  | 2:09.58 |
| Zilver | Philip Sanga       | KEN  | 2:10.02 |
| Brons  | Henry Kapkyai      | KEN  | 2:10.16 |
| 4      | Peter Korir        | KEN  | 2:10.48 |
| 5      | Jonathan Kosgei    | KEN  | 2:11.13 |
| 6      | David Tarus        | KEN  | 2:11.18 |
| 7      | Dejene Birhanu     | ETH  | 2:11.23 |
| 8      | Michael Njoroge    | KEN  | 2:11.37 |
| 9      | Antonenko Mikolai  | UKR  | 2:11.57 |
| 10     | Philip Singoei     | KEN  | 2:12.05 |
| 11     | Samuel Njoroge     | KEN  | 2:12.14 |
| 12     | Paul Kimugul       | KEN  | 2:12.56 |
| 13     | Benjamin Korir     | KEN  | 2:12.56 |
| 14     | Vitalij Shafar     | UKR  | 2:13.35 |
| 15     | Haylu Abebe Doyaya | ETH  | 2:14.15 |
| 16     | Evgeny Rybakov     | RUS  | 2:15.09 |
| 17     | Anatoliy Rybakov   | RUS  | 2:17.43 |
| 18     | Lenar Khusnutdinov | RUS  | 2:17.46 |
| 19     | Giorgio Calcaterra | ITA  | 2:18.40 |
| 20     | Pavel Novak        | CZE  | 2:19.01 |

### Vrouwen
| rang   | naam                   | land | tijd    |
| ------ | ---------------------- | ---- | ------- |
| Goud   | Galina Bogomolova      | RUS  | 2:22.53 |
| Zilver | Larissa Zousko         | RUS  | 2:28.18 |
| Brons  | Aniko Kalovic          | HUN  | 2:29.04 |
| 4      | Flora Kandie           | KEN  | 2:32.39 |
| 5      | Baysa Atsede           | ETH  | 2:33.07 |
| 6      | Haile Kebebush         | ETH  | 2:34.03 |
| 7      | Anastaiyo Padalinskaya | BLR  | 2:34.08 |
| 8      | Hellen Cherono         | KEN  | 2:34.45 |
| 9      | Tanith Maxwell         | RSA  | 2:37.35 |
| 10     | Justyna Bak            | POL  | 2:38.03 |
| 11     | Apiphanie Nyirabarame  | BUR  | 2:41.33 |
| 12     | Jemilu Adanech         | ETH  | 2:49.57 |
| 13     | Ivana Martincova       | CZE  | 2:52.05 |
| 14     | Sonia Cionna           | ITA  | 2:55.50 |
| 15     | Loretta Giarda         | ITA  | 2:56.00 |

1982 ·
1983 ·
1984 ·
1985 ·
1986 ·
1987 ·
1988 ·
1989 ·
1990 ·
1991 ·
1995 ·
1996 ·
1997 ·
1998 ·
1999 ·
2000 ·
2001 ·
2002 ·
2003 ·
2004 ·
2005 ·
2006 ·
2007 ·
2008 ·
2009 ·
2010 ·
2011 ·
2012 ·
2013 ·
2014 ·
2015 ·
2016 ·
2017